# Amanayara bernardesi
Amanayara bernardesi is een rechtvleugelig insect uit de familie krekels (Gryllidae). De wetenschappelijke naam van deze soort is voor het eerst geldig gepubliceerd in 2010 door Pereira, Sperber & Lhano.